# Val di Nizza

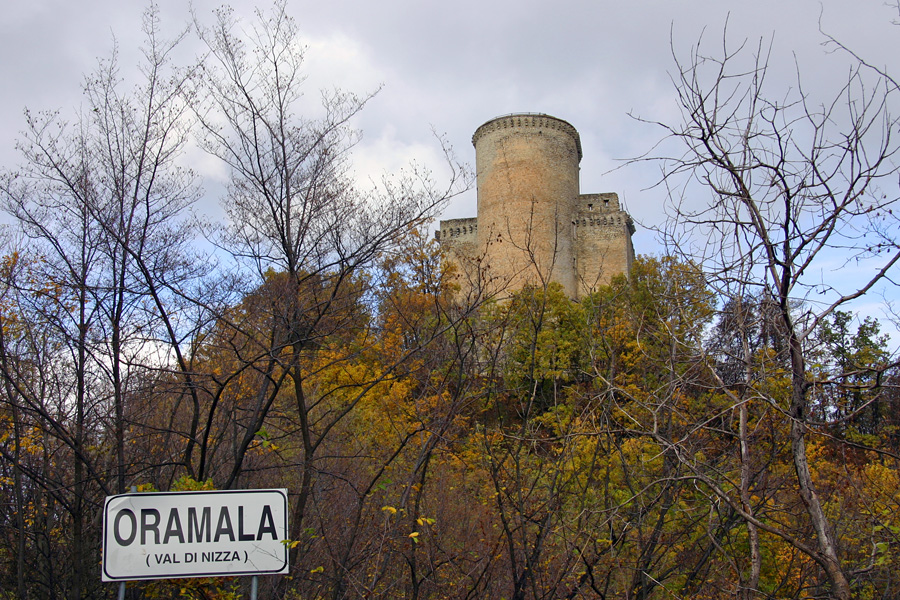
Burganlage im Ortsteil Oramala

Val di Nizza ist eine norditalienische Gemeinde (comune) mit 600 Einwohnern (Stand 31. Dezember 2023) in der Provinz Pavia in der südwestlichen Lombardei. Die Gemeinde liegt etwa 34,5 Kilometer südlich von Pavia in der Oltrepò Pavese am Nizza, einem Zufluss der Staffora, und gehört zur Comunità Montana Oltrepò Pavese.

## Meteorit
Am 12. Juli 1903 stürzte in der Nähe von Val di Nizza ein Meteorit zur Erde. Westlich des Dorfes Sant' Albano wurden zwei Trümmer gefunden, die zusammen ein Gewicht von 1004 Gramm hatten. Der Steinmeteorit des Typs L6 wurde offiziell unter dem Namen Valdinizza registriert.